# Cassine pininsularis
Cassine pininsularis là một loài thực vật có hoa trong họ Dây gối. Loài này được (Hürl.) I.H.Müll. mô tả khoa học đầu tiên năm 1996.